# TBSニュース (スポットニュース)
『TBSニュース』（ティビーエスニュース、TBS NEWS）は、1960年からTBSで放送されている、主に首都圏（関東地方）向けのローカルニュース番組（2009年度を除く）。および、1974年からTBSラジオで放送されているニュース番組・コーナー。後者には『TBSラジオニュース』の別名がある。
本項目では関東ローカル向けのローカルニュースについて記述するものとする。

## テレビ

### 概要
TBSのニュースタイトルは、開局当初のラジオ東京テレビ（通称：KRテレビ）時代は『東京テレニュース』（とうきょう - 、Tokyo Tele News）等を使用。局名を東京放送（TBS）に改めた1960年11月以降はローカルテレビニュースを『TBSニュース』として放送してきた。当初はモノクロ放送だったが、1968年9月30日から『ニュースコープ』と同日に、同番組もカラー放送を開始している。
見出し字テロップは、『JNN NEWS』のテロップ（全国ニュース）と代々共用している。
2009年3月29日の午後の放送を最後にこのタイトルでの放送は全面的に終了（末期は基本的に午後に5分程度の枠で放送されていた）。翌3月30日からは『総力報道!THE NEWS』の放送開始に伴い、『THE NEWS』へ改題し、全国向けニュースとの名称の統一を図った。
2010年3月28日、『THE NEWS』が兄弟番組『総力報道!THE NEWS』と共に終了したことに伴い、翌3月29日から本番組が再スタートした。なお、項目テロップは第1期と同じく、『JNN NEWS』のフォーマットを共用する。
2013年9月27日、9月30日から『Nスタ』の開始時間が15時50分になるに伴い、平日のTBSニュースが終了。土曜日と日曜日のみの放送となり、2016年4月以降は民放の在京キー局で唯一、単独番組として放送されている午後のスポットニュースとなった。
2020年現在、番組ロゴは別項のニュースサイトやCS放送と共通デザインの『TBS NEWS』表記を使用している。2009年以前は、『ジ～ン』と『TBSニュース』 を使用していた。

### 現在の放送時間
土曜日・日曜日
- 時間不定（2025年4月5日 - ）

概ね14:00 - 17:00の間の番組に内包されて放送される。

### 過去の放送時間
午前
- 1971年4月 - 1972年9月：月曜 - 金曜10:00 - 10:05
- 1972年10月 - 1977年3月：月曜 - 金曜9:55 - 10:00

『モーニングジャンボ』→『モーニングジャンボ奥さま8時半です』の後に放送された。のちにワイドショーに内包され、その後2014年3月まで放送された『はなまるニュース』の前身であった（2009年3月30日以降はJNN協定発動）。
午後
- 1968年10月 - 1975年3月：月曜 - 金曜（第1期）14:50 - 15:00
- 1975年4月 - 1977年3月：月曜 - 金曜（第1期）14:55 - 15:00
- 1984年4月 - 1986年9月：土曜・日曜13:54 - 14:00
- 1986年10月 - 2005年3月：土曜時間不定（6分間）、日曜13:54 - 14:00
- 2005年3月28日 - 2009年3月29日：月曜 - 金曜（第2期）15:56 - 15:58、土曜時間不定（6分間）、日曜13:54 - 14:00
- 2010年3月29日 - 2012年9月29日：月曜 - 金曜15:50 - 15:55（通信販売番組「買っトク!」とコンプレックスにて放送され、TBS NEWS開始は15:53.30から）、土曜時間不定（6分間）、日曜13:54 - 14:00
- 2012年10月1日 - 2013年9月27日：月曜 - 金曜14:50 - 14:55（通信販売番組『コレ 買いダネ!!（←買っトク!）』とコンプレックスにて放送され、ニュースの開始は14:53.30から）、土曜時間不定（6分間）、日曜13:54 - 14:00
- 2013年9月28日 - 2019年8月3日：土曜時間不定（6分間）、日曜13:54 - 14:00
- 2019年8月4日 - 2021年3月28日：土曜時間不定（6分間）、日曜13:57 - 14:00
- 2021年4月4日 - 2025年3月30日：土曜・日曜時間不定（6分間）
- 2025年4月5日 - ：土曜・日曜時間不定（概ね14:00 - 17:00の間の番組に内包）

平日午後は、1970年代後半は14時台のドラマ再放送の後に放送されていたものの、一時廃止。1984年4月に平日の午後にスポットニュースが放送されることになり、平日は14時台のドラマ再放送の前に『2時のニュース』が、土曜日は『12時のスペシャル』（2時間ドラマ再放送）の後、日曜13時台のバラエティ番組（『噂の!東京マガジン』の前身、MBS（毎日放送）制作JNN全国ネット）の後に『TBS NEWS』が編成された。土曜日は1986年10月から14時台のスポーツ中継の後に移動し、放送時間が不定となった。日曜日は2019年8月4日から13:54 - 13:57に『四季折々の贈り物』が設置されたため、13:57 - 14:00に短縮、2021年4月11日より『噂の!東京マガジン』のBS-TBS移動に伴い『日曜グランプリ』が設置され、『四季折々の贈り物』が3分繰り下がって13:57 - 14:00に変更されたため一旦廃止したが、5月16日から再度、14:54 - 15:00で放送が再開した。
2005年3月28日からは、これまで午後のワイドショーに内包されていたニュースコーナーが、『ジャスト』が終了してワイドショーが一時消滅したのを機に独立した。『2時ピタッ!』、『2時っチャオ!』にもニュースコーナーは存在したが、本番組もそのまま継続した。
元々の週末枠は関東地方のニュースのみを扱うが、2005年春から新設された平日枠は関東ローカルのニュースに限定せず様々なニュースを扱う。ただし、タイトルに「JNN」がつくと排他協定が発動し系列局は必ず同時ネットしなければならないことから「JNN」がつかないタイトルになっているが、過去に日曜午後枠が系列局のテレビユー山形でも放送されていたことがある。また、RSK山陽放送の夕方ワイドのニュースコーナーにおいてVTR映像のみ流れることもある（通常全国ニュースの素材は『ひるおび!』内のJNNニュースコーナーの映像を使うが、14時台以降に大きなニュースが入った時に使用）。
前述のように、2009年度は『THE NEWS』として放送されたため、本番組としての放送はなかった（ただし、タイトルロゴの右下にTBSロゴを挿入していたため、明確な区別はあった）。
夕方
- 1962年10月 - 1975年9月：月曜 - 土曜18:50 - 18:55
- 1975年10月 - 1995年3月：土曜18:50 - 18:55

1975年10月の『テレポートTBS6』開始まで、『ニュースコープ』に続く平日夕方のローカルニュースとして放送された。1990年4月2日に『テレポートTBS6』と『ニュースコープ』が『ニュースの森』に統合された後も、土曜夕方の放送のみ統合されず、1995年3月まで続けられた。日曜放送はなかった。東京電力の単独提供で、『テレポートTBS6』終了後も、筆頭スポンサーを担当した。
夜
- 1975年4月 - 1978年3月：月曜 - 金曜（第1期）23:20 - 23:25
- 1982年10月4日 - 1984年9月：月曜 - 金曜（第2期）22:54 - 23:00

1970年代は『JNNニュースデスク』（23:00 - 23:15）、『ニュースロータリー』（23:15 - 23:20、詳細不明）に続いて放送。1982年10月4日から1984年9月までは『JNNニュースデスク』の前（22:54 - 23:00）で放送していた（丸井単独提供）。その後は最終ニュースに内包されている。
なお、第2期のエンディングでは、その日の担当アナが「このあとは、ニュースデスクです」などとコメントしていた。

### 現在の出演者
- 土曜日：伊藤隆佑（2024年10月5日 - ） - 昼の『JNNニュース』、『報道特集』スポーツキャスターを兼務。
- 日曜日：古田敬郷（2025年4月6日 - ） - 昼の『JNNニュース』、『Nスタ』（日曜版）メインキャスターを兼務。

### 過去の出演者
2009年3月以前
- TBSアナウンサー、報道記者がシフト勤務で担当した。
- ただし、土曜夕方の放送は1987年10月から1995年3月の放送終了までの7年半にわたって鈴木史朗が固定で担当した（鈴木の不在時や、鈴木が同時期に担当していた『JNNスポーツ&ニュース』が特別編成等で放送時間が遅くなる場合は、浦口直樹が代行）。
- 週末午後の放送は、1990年代前半にバラエティ番組から報道番組への転身を図っていた長峰由紀が固定で起用されていた時期もあった。
- 2006年10月 - 2008年9月の週末午後の放送は伊藤隆太が担当した（昼の『JNN NEWS』、『イブニング・ニュース』、2008年4月以降の土曜日は『報道特集NEXT』と兼務。長峰の場合もあり）。

2010年4月以降
| 期間 | 期間       | 月曜              | 火曜              | 水曜         | 木曜              | 金曜         | 土曜                    | 日曜                    |
| --- | ---------- | ----------------- | ----------------- | ------------ | ----------------- | ------------ | ----------------------- | ----------------------- |
| 2010.3.29 | 2010.8.1   | 升田尚宏1・2      | 小川知子3         | 小川知子3    | 小川知子3         | 秋沢淳子1・4 | 向井政生1・5・6         | 小川知子3・7            |
| 2010.8.2 | 2010.12.28 | 升田尚宏2         | 升田尚宏2         | 長岡杏子5    | 秋沢淳子4         | 秋沢淳子4    | 向井政生1・5・6         | 山田愛里7               |
| 2011.1.4 | 2011.3.31  | 升田尚宏2         | 升田尚宏2         | 佐藤渚       | 秋沢淳子4         | 石井大裕     | 向井政生1・5・6         | 山田愛里7               |
| 2011.4.1 | 2011.10.2  | 升田尚宏2         | 升田尚宏2         | 秋沢淳子4    | 小川知子          | 石井大裕     | 向井政生1・5・6         | 小川知子7               |
| 2011.10.3 | 2012.3.31  | 升田尚宏 岡村仁美 | 秋沢淳子 吉田明世 | 升田尚宏     | 小川知子 石井大裕 | 秋沢淳子4    | 向井政生1・5・6         | 小川知子7               |
| 2012.4.1 | 2012.9.30  | 伊藤隆佑 岡村仁美 | 吉田明世          | 山内あゆ     | 豊田綾乃          | 山内あゆ     | 向井政生1・5・6         | 長峰由紀7               |
| 2012.10.1 | 2013.3.31  | 伊藤隆佑 石井大裕 | 山内あゆ          | 升田尚宏     | 豊田綾乃          | 山内あゆ     | 林みなほ                | 長峰由紀7               |
| 2013.4.1 | 2013.9.29  | 伊藤隆佑 石井大裕 | 小倉弘子          | 小川知子     | 豊田綾乃          | 江藤愛       | 林みなほ                | 長峰由紀7               |
| 2013.10.5 | 2014.3.30  | （放送なし）      | （放送なし）      | （放送なし） | （放送なし）      | （放送なし） | 石井大裕                | 熊崎風斗                |
| 2014.4.5 | 2016.3.27  | （放送なし）      | （放送なし）      | （放送なし） | （放送なし）      | （放送なし） | 向井政生5・6            | 長峰由紀7               |
| 2016.4.2 | 2017.3.26  | （放送なし）      | （放送なし）      | （放送なし） | （放送なし）      | （放送なし） | 伊藤隆太5・6            | 長峰由紀7               |
| 2017.4.1 | 2017.10.1  | （放送なし）      | （放送なし）      | （放送なし） | （放送なし）      | （放送なし） | 伊藤隆太5・6            | 小林由未子5 林みなほ5   |
| 2017.10.7 | 2018.9.30  | （放送なし）      | （放送なし）      | （放送なし） | （放送なし）      | （放送なし） | 品田亮太5・6            | 小林由未子5 山本恵里伽5 |
| 2018.10.6 | 2019.3.31  | （放送なし）      | （放送なし）      | （放送なし） | （放送なし）      | （放送なし） | 品田亮太5・6            | 小林由未子5 品田亮太5   |
| 2019.4.6 | 2019.6.30  | （放送なし）      | （放送なし）      | （放送なし） | （放送なし）      | （放送なし） | 品田亮太5・6            | 品田亮太5 宇賀神メグ5   |
| 2019.7.6 | 2019.9.1   | （放送なし）      | （放送なし）      | （放送なし） | （放送なし）      | （放送なし） | 岡村仁美3・5            | 宇賀神メグ7             |
| 2019.9.7 | 2019.10.6  | （放送なし）      | （放送なし）      | （放送なし） | （放送なし）      | （放送なし） | （シフト勤務）5・8      | 宇賀神メグ7             |
| 2019.10.12 | 2020.3.29  | （放送なし）      | （放送なし）      | （放送なし） | （放送なし）      | （放送なし） | 長岡杏子5               | 宇賀神メグ7             |
| 2020.4.4 | 2020.11.1  | （放送なし）      | （放送なし）      | （放送なし） | （放送なし）      | （放送なし） | 長岡杏子5               | 赤荻歩5・7              |
| 2020.11.7 | 2021.6.27  | （放送なし）      | （放送なし）      | （放送なし） | （放送なし）      | （放送なし） | 齋藤慎太郎9             | 齋藤慎太郎9             |
| 2021.7.3 | 2021.10.3  | （放送なし）      | （放送なし）      | （放送なし） | （放送なし）      | （放送なし） | 山本匠晃5               | 齋藤慎太郎9             |
| 2021.10.9 | 2022.10.2  | （放送なし）      | （放送なし）      | （放送なし） | （放送なし）      | （放送なし） | 山本匠晃5               | 若林有子5・7・10        |
| 2022.10.8 | 2023.10.1  | （放送なし）      | （放送なし）      | （放送なし） | （放送なし）      | （放送なし） | 小沢光葵5               | 若林有子5・7・10        |
| 2023.10.7 | 2024.6.2   | （放送なし）      | （放送なし）      | （放送なし） | （放送なし）      | （放送なし） | 渡部峻5・7・9           | 渡部峻5・7・9           |
| 2024.6.8 | 2024.9.29  | （放送なし）      | （放送なし）      | （放送なし） | （放送なし）      | （放送なし） | （シフト勤務）7・11・12 | （シフト勤務）7・11・12 |
| 2024.10.5 | 2025.3.30  | （放送なし）      | （放送なし）      | （放送なし） | （放送なし）      | （放送なし） | 伊藤隆佑5・12           | 吉村恵里子7             |
| 2025.3.31 | 現在       | （放送なし）      | （放送なし）      | （放送なし） | （放送なし）      | （放送なし） | 伊藤隆佑5・12           | 古田敬郷7               |
| - 名前が2人ある期間は、2人がシフト勤務で担当。 - 上記以外のアナウンサーが担当することもあり。 - 1 TBSの『THE NEWS』から続投。 - 2 月曜日は『フラッシュニュース』を兼務。 - 3 産休のため降板。 - 4 『はなまるニュース』と兼務。 - 5 昼の『JNN NEWS』を兼務。 - 6 2010年10月からは『報道特集』のナレーターを兼務。 - 7 『Nスタ』日曜版のメインキャスターを兼務。 - 8 伊藤隆太（9月7日）、長岡（9月14日）、小林由未子（9月21日・9月28日）、田村真子（10月5日）が担当した。 - 9 『報道特集』と『Nスタ』日曜版のスポーツキャスターを兼務。なお、『Nスタ』の日曜版では、2023年10月8日放送分から「スポーツキャスター」のポストを廃止している。 - 10 2023年アジア競技大会の中継枠が2023年9月24日・10月1日に編成されたことに伴って、両日の放送を休止していたため、実際には大会開幕前週（9月17日）の放送分で担当を終了。 - 11 渡部が私生活でのトラブルで、番組への出演を見合わせたことに伴う措置。実際には、伊藤隆佑（6月9日）、御手洗菜々（6月16日）、蓮見孝之（6月23日・7月7日）、若林（6月30日・7月14日・7月21日・7月28日）、篠原梨菜（8月4日・8月18日）、熊崎（8月25日・9月29日）などが担当している。 - 12 『報道特集』のスポーツキャスターを兼務。 |            |                   |                   |              |                   |              |                         |                         |

| TBS 平日午前の関東ローカル・スポットニュース   | TBS 平日午前の関東ローカル・スポットニュース                 | TBS 平日午前の関東ローカル・スポットニュース     |
| 前番組                                         | 番組名                                                       | 次番組                                           |
| ---------------------------------------------- | ------------------------------------------------------------ | ------------------------------------------------ |
| -----                                          | TBSニュース                                                  | 奥さま8時半です （朝のワイドショーに内包）       |
| TBS 平日午後の関東ローカル・スポットニュース   |                                                              |                                                  |
| -----                                          | TBSニュース （第1期）                                        | （廃止）                                         |
| ジャスト （ニュースコーナー）                  | TBSニュース （第2期）                                        | THE NEWS                                         |
| 買いドキッ!&THE NEWS                           | 買っトク!&TBSニュース（第3期） ↓ コレ 買いダネ!!&TBSニュース | （廃止）                                         |
| TBS 週末午後の関東ローカル・スポットニュース   |                                                              |                                                  |
| -----                                          | TBSニュース （第1期）                                        | THE NEWS                                         |
| THE NEWS                                       | TBSニュース （第2期）                                        | -----                                            |
| TBS 平日夕方の関東ローカル・スポットニュース   |                                                              |                                                  |
| -----                                          | TBSニュース                                                  | テレポートTBS6                                   |
| TBS 土曜夕方の関東ローカル・スポットニュース   |                                                              |                                                  |
| -----                                          | TBSニュース                                                  | ニュースの森 （ローカルニュースを内包）          |
| TBS 平日最終版の関東ローカル・スポットニュース |                                                              |                                                  |
| -----                                          | TBSニュース （第1期）                                        | JNNニュースデスク （ローカルニュースを内包）     |
| JNNニュースデスク （ローカルニュースを内包）   | TBSニュース （第2期）                                        | JNNニュースデスク （再度ローカルニュースを内包） |

## ラジオ
1974年3月31日までは『3社ニュース』（『読売新聞ニュース』『朝日新聞ニュース』『毎日新聞ニュース』の一日交替）が放送されていた。4月1日より、JNN・JRN各局、毎日新聞社および共同通信社からのニュースを含めTBSラジオが独自に編集を行う『TBSニュース』を放送している。なお、TBSラジオが自社で制作する平日の生ワイド番組内では、基本として毎時50分頃に放送している。
2012年9月以前は、制作センターのニュース情報部が制作を担当していた。翌10月の組織改編で制作センター・技術推進センター・編成局が統合されたことに伴って、ニュース情報部は編成業務局（2019年以降の名称は編成局）に編入されている。
「TBSニュース」にはコーナー用サウンドステッカーがある。JRN系全国ネット番組の中でも緊急ニュースが入った場合は、このステッカーが関東以外の地区にも流れる場合がある。なお以下の一覧中、放送時刻に△がついた放送枠ではサウンドステッカーを流さない。
2020年4月9日から5月29日までは、10時台から16時台のニュースの後に続いて東京都内での新型コロナウイルスに関するニュースを伝える『TBSラジオ 新型コロナウイルス DailyFrontline』が放送されていた。
以下では、2024年10月以降の放送時間と担当者を記載する。

### 生ワイド番組への内包分
- 平日
  - おはよう定食内 5:02△
  - おはよう一直線内 5:55（ローカル、交通情報含む）△
  - パンサー向井の＃ふらっと（月曜日 - 木曜日）/金曜ボイスログ（金曜日）内 9:00
  - パンサー向井の＃ふらっと（月曜日 - 木曜日）内 10:50
  - ジェーン・スー 生活は踊る（月曜日 - 木曜日）内 11:51、13:27
    - 長崎放送とNBCラジオ佐賀で13:00 - 14:00の時間帯に部分ネットを実施しているため、13時台のみ「ニュース」というタイトルを使用。

  - 金曜ボイスログ（金曜日）内 10:00、11:00、12:00、13:27
  - こねくと（月曜日 - 木曜日）/金曜ワイドラジオTOKYO えんがわ（金曜日）内 14:22、15:30
    - 両番組とも長崎放送とNBCラジオ佐賀で14:00 - 15:50の時間帯に部分ネットを実施しているが、『こねくと』への内包分のみ「最新ニュース」というタイトルを使用。

  - 金曜ワイドラジオTOKYO えんがわ内 16:48
  - ネットワークトゥデイ（JRN向けの全国ニュース）17:30△
  - 荻上チキ・Session内 18:05、18:33（「Daily News Session」として18時台に2部構成で放送）△
- 土曜日
  - 土曜朝6時 木梨の会。内 6:30
    - 前半の30分間のみ部分ネットを実施するラジオ福島・長崎放送以外のネット局でも放送される関係で、「ヘッドラインニュース」というタイトルを使用。JRN非加盟（NRNへの単独加盟）局ながら2023年4月からフルネットを開始したラジオ大阪でも、このタイトルで流れている。

  - まとめて!土曜日内 8:30
  - 土曜ワイドラジオTOKYO ナイツのちゃきちゃき大放送内 9:48、10:46、12:00
  - 井上貴博 土曜日の『あ』内 13:48
- 日曜日
  - Music Palette♪内 5:00（天気予報含む）△
  - ONE-J内 8:55（ローカル差し替え枠内で関東ローカル向けに2分間放送）
  - 爆笑問題の日曜サンデー内 14:50、16:50
    - 14:50枠のニュースは、ネット局でも「TBSニュース」というタイトルで放送されている。

### 単独番組として編成
- 土曜 5:00 - 5:05（天気予報含む）△、15:55 - 16:00（編成上は2023年1月から『ウィークエンドネットワーク』の関東ローカル版扱い）△
- 日曜 6:55 - 7:00、12:56 - 13:00（交通情報含む）、20:25 - 20:30（天気予報含む）

### 担当キャスター
●はTBSテレビの現職アナウンサー、▼は宿直ニュースデスク担当者で、特に記載がない限りTBSラジオの関係者（ラジオキャスター・ディレクター・プロデューサーを兼務）。◎は（朝日放送ラジオ・MBSラジオ・和歌山放送・年度上半期のRKB毎日放送を除く）JRN加盟全局で同時ネットを実施しているニュース番組。
単独番組や『おはよう一直線』内のローカル差し替え枠で「ニュースデスク」が担当する場合には、●が臨時に担当する時間帯を除いて、一部の担当者を除き氏名を名乗っていない。

（2024年10月 - 11月の実績で、隔週交代を除き、同じ枠を5回以上担当した者を記載）
5時台 - 8時台
『おはよう定食』
『おはよう一直線』（ローカル差し替え枠）内

月曜日：（交代で）進藤誠人▼/加藤奈央▼
火曜日：八木志芳▼（フリーアナウンサー）
水曜日：長田新▼（フリーアナウンサー）
木曜日：吉澤亮太▼
金曜日：田村和弘▼
※2024年9月まで、『おはよう定食』のニュースは、パーソナリティ（当時）の
生島ヒロシが担当していたが、10月の改編で宿直のニュースデスクへ変更となった。

土曜日・日曜日（単独番組としての放送分）

土曜日：長田新▼（フリーアナウンサー）
日曜日：（交代で）吉澤亮太▼/他1名（担当者不明）▼

『土曜朝6時 木梨の会。』内

土曜日：山形純菜●、近藤夏子●、吉村恵里子●（いずれもメインパーソナリティ・木梨憲武のアシスタントを務める週に担当）

『まとめて!土曜日』内

土曜日：藤森祥平●、北村まあさ

『ONE-J』（ローカル差し替え枠）内

　日曜日：（交代で）吉澤亮太▼/中村尚登
9時台 - 17時台（日勤のニュースデスクが担当）
平日（『パンサー向井の＃ふらっと』、『ジェーン・スー 生活は踊る』、『金曜ボイスログ』、『こねくと』／『金曜ワイドラジオTOKYO えんがわ』、『ネットワークトゥデイ』◎、ただし『ふらっと』『ボイスログ』での9:00のニュースは主に『森本毅郎・スタンバイ!』でスポーツコーナーを担当した●が担当する）
月曜日：内山研二
火曜日：伊藤隆太●（『＃ふらっと』内の10時台から『こねくと』14時台まで担当）、清原正博●（『こねくと』15時台と『ネットワークトゥデイ』担当）
水曜日：中村尚登
木曜日：伊藤隆太●（『＃ふらっと』内の10時台から『こねくと』14時台まで担当）、外山惠理●（『こねくと』15時台と『ネットワークトゥデイ』担当）
金曜日：柴田秀一
その他、佐藤文康●、2024年9月まで火曜日のデスクだった山内あゆ●に担当実績があり、また外山の喉の不調でTBSラジオキャスターの加藤奈央が代役を担当したことがある。

土曜日（『土曜ワイドラジオTOKYO ナイツのちゃきちゃき大放送』内、『井上貴博 土曜日の『あ』』内、「ウィークエンドネットワーク」＜関東ローカル版/JRN向けの裏送り全国ネット版とも＞）：近藤美矩
日曜日（単独番組および『爆笑問題の日曜サンデー』内）：中村尚登
18時台
『荻上チキ・Session』内
平日：荻上チキ、南部広美
21時台以降
平日
2023年9月までは『アシタノカレッジ』（月曜日 - 木曜日）/『武田砂鉄のプレ金ナイト』（金曜日）内の22:17頃に定時ニュース枠が設けられていたが、『アシタノカレッジ』自体の放送が9月28日（木）で終了したことを機に、10月以降も放送を続けている『プレ金ナイト』への内包分を含めて廃枠。このような事情から、報道系の生放送番組である『荻上チキ・Session』の本番後（21:00以降）に臨時ニュースが入った場合には、基本として宿直のニュースデスクで対応する。
『アシタノカレッジ』の最終放送枠を2023年10月2日（月）から引き継いでいる『アフター6ジャンクション2』（9月29日まで『荻上チキ・Session』の時間帯に放送されていた『アフター6ジャンクション』の後継番組）では、2025年1月時点で、第4月曜日から始まる週を除きレギュラーで出演するパートナーのうち、宇垣美里（元TBSテレビアナウンサーで水曜日を担当）以外のパートナーにTBSテレビの現職アナウンサーを充てている（月曜日：山本匠晃、火曜日：日比麻音子、木曜日：熊崎風斗）。このため、『アフター6ジャンクション2』で宇垣以外のレギュラーパートナーが出演している日や、レギュラーパートナーの代理および第4週でTBSテレビの現職アナウンサーが担当している日には、放送中に流れてきたニュース速報を当該アナウンサーで対応している。
日曜日（単独番組として編成）
（交代で）進藤誠人▼/加藤奈央▼（臨時ニュースにも対応）。

### ニュースデスク
TBSラジオでは、ニュースキャスターとラジオパーソナリティの役割を融合させた「ニュースデスク制度」を、他のラジオ局に先駆けて東京放送時代の1965年から採用している。
「ニュースデスク」は単なるニュースの読み手ではなく、「番組出演者の一人」と位置付けられていて、リスナーに対して「語りかけるように」ニュースを伝える役割を担っている。そのため、リスナーに向けて分かりやすくニュースを解説することもあれば、内包先の番組パーソナリティとの間でニュースに関するクロストークを展開することもある。現に、中村と柴田は、『爆笑問題の日曜サンデー』13時台のコーナー「ラジオサンデージャポン」でニュース解説を不定期で任されている。
ちなみに、木曜日（『＃ふらっと』内の10時台から『こねくと』14時台までの時間帯）を2024年4月から半年間担当していた御手洗菜々（TBSテレビアナウンサー）は、歴代のニュースデスクで最も早くTBS（テレビ）への入社2年目に起用。同年10月から火曜日の当該時間帯を担当している八木はフリーアナウンサーで、TBSグループの会社へ所属した経験がないものの、かつてはラジオ福島（JRN加盟局の一つ）やミュージックバードでアナウンスやディレクターの業務に就いていた。

## 新聞社との関係
開局当初のラジオ東京は、全国紙最大手の朝日新聞社・毎日新聞社・読売新聞社の3社共同出資で設立された事情もあり、ラジオ・テレビとも3社ニュースという体裁で、日替わりで編集・協賛する新聞社を変えて放送しており、ラジオ欄にもその日の協賛新聞社が記載されていた。
1974年3月に、各新聞社と放送局の資本関係を明確にするため、TBSは毎日新聞社に報道協定先を統合し、以後はテレビ・ラジオとも毎日新聞ニュースで放送したが、その後1977年に毎日新聞の上下分離形式による経営再建を図る際、TBSと系列の毎日放送が資本参加して、一定の資本関係は継続されるも、ニュースの編集権利はTBS自社で行うようになり、新聞社協力・協賛関係は縮小されたが、1979年に、読売新聞社とラジオ関東（現在：RFラジオ日本）から、読売ジャイアンツ主管試合のラジオ中継を購入する見返りとして、読売新聞社と一部のラジオ番組限定でニュースコーナーを協賛し、同社編集委員が出演していた。（1993年頃解消）